# Chasmias scelestus
Chasmias scelestus är en stekelart som först beskrevs av Cresson 1864.  Chasmias scelestus ingår i släktet Chasmias och familjen brokparasitsteklar. Inga underarter finns listade i Catalogue of Life.